# Pseudocellus platnicki
Espèce
Pseudocellus platnicki est une espèce de ricinules de la famille des Ricinoididae.

## Distribution
Cette espèce est endémique du Coahuila au Mexique. Elle se rencontre dans la grotte Cueva Sasaparilla.

## Description
Le mâle holotype mesure 6,20 mm et la femelle paratype 6,40 mm.

## Étymologie
Cette espèce est nommée en l'honneur de Norman I. Platnick.

## Publication originale
- Valdez-Mondragón & Francke, 2011 : Four new species of the genus Pseudocellus (Arachnida: Ricinulei: Ricinoididae) from Mexico. Journal of Arachnology, vol. 39, no 3, p. 365-377 (texte intégral).